# Милан Миросавић
Милан Миросавић (Јасеново, 1891—1959) био је земљорадник, учесник Балканских ратова и Првог светског рата и носилац Карађорђеве звезде са мачевима.
Рођен је 1. новембра 1891. године у Јасенову, општина Чајетина, од 1958 општина Нова Варош, као девето дете сиромашних земљорадника Милосава и Новке. Војни рок је служио у 3. чети 2. батаљона IV пешадијског пука и у његовом саставу је прошао кроз све борбе ослободилачких ратова. Остала је забележена и запамћена његова довитљивост када је једне ноћи на Браздастој коси приликом јуриша Бугара и борбе прса у прса, свирао на труби војни знак бугарске одступнице, после које су се Бугари повукли, а српски војници се сабрали и кренули у контранапад.
После рата вратио се у Јасеново, где се оженио са Сретином Ремовић и живео до 18. фебруара 1959. године, када је умро.